# Bioparc de la Gaspésie
Le Bioparc de la Gaspésie est un parc animalier à vocation éducative situé à Bonaventure au Québec (Canada). Le parc est un organisme à but non lucratif qui emploie une trentaine d’employés en haute saison.

## Historique
Ouvert depuis 1998, le parc a nécessité des investissements de départ de plus de 3,5 millions de dollars. En décembre 2007, l'organisme recevait une subvention de près de 3,4 millions de dollars du gouvernement du Québec afin de réaliser la première phase d'un important projet de développement de ces infrastructures. En plus de permettre à l'organisme d'effectuer l'entretien de ces infrastructures existentes, cette subvention lui permettra de construire des « chalets locatifs » pour les visiteurs et d'ainsi diversifier et augmenter ses revenus. En 2009, l'organisme entreprend la seconde phase de son projet d'amélioration et de modernisation des infrastructures d'expositions dont les coûts ont dépassé les quatre millions de dollars d’investissement.
Les retombées de ces investissements se sont tout de suite fait sentir en 2010, le Bioparc recevant 28 000 visiteurs, ce qui représente une augmentation de sa fréquentation de plus de 20 % sur celle de 2009 et un record du nombre de visiteurs depuis son ouverture,. L'organisme s'est aussi vu récompensé par l'obtention du prix du tourisme régional de la Gaspésie dans la catégorie « Prix Attractions touristiques : Moins de 100 000 visiteurs »,.

## Expositions
Représentant les cinq écosystèmes de la Gaspésie, une trentaine d’espèces animales et environ 70 espèces végétales y sont observables. Les visiteurs peuvent découvrir la nature gaspésienne en parcourant un sentier d’un kilomètre qui traverse les écosystèmes suivants : la baie, le barachois, la rivière, la forêt et la toundra.
L'accent est mis sur la vocation éducative et écologique du parc. On y présente et protège la faune et la flore gaspésienne de façon à transmettre aux visiteurs une vision écologique incitant à l’action.
Les visiteurs peuvent participer à des activités de découverte, suivre l’animalière lors des repas offerts aux animaux, visiter l’insectarium et la petite ferme, participer à des soirées de contes et légendes, à des causeries ou jouer dans le parc de jeux pour enfants.
Le Bioparc ouvre ses portes au public du début juin à la mi-octobre ainsi que pendant la relâche scolaire en mars et à l’année sur réservation pour des groupes.

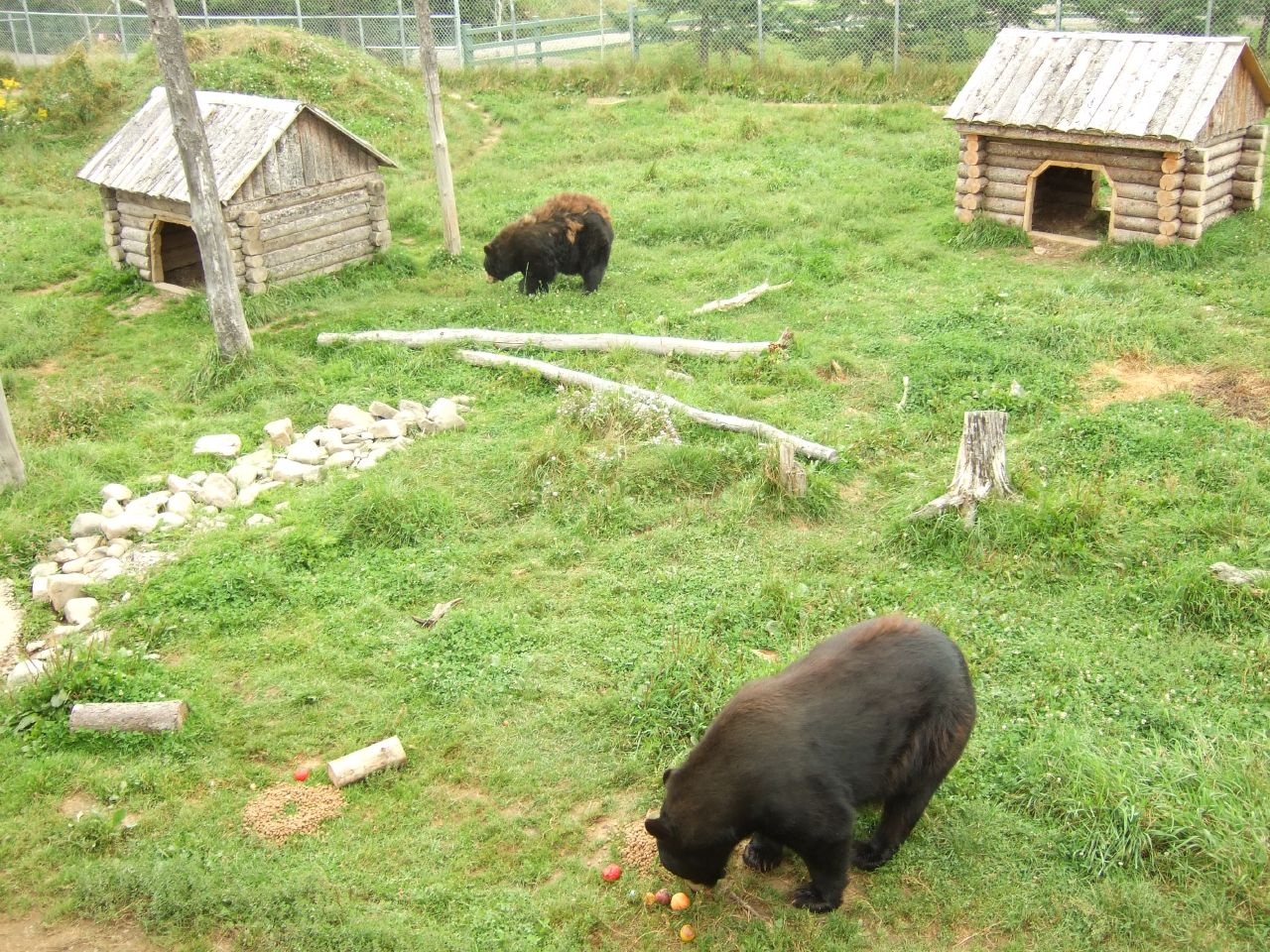
ours noirs.
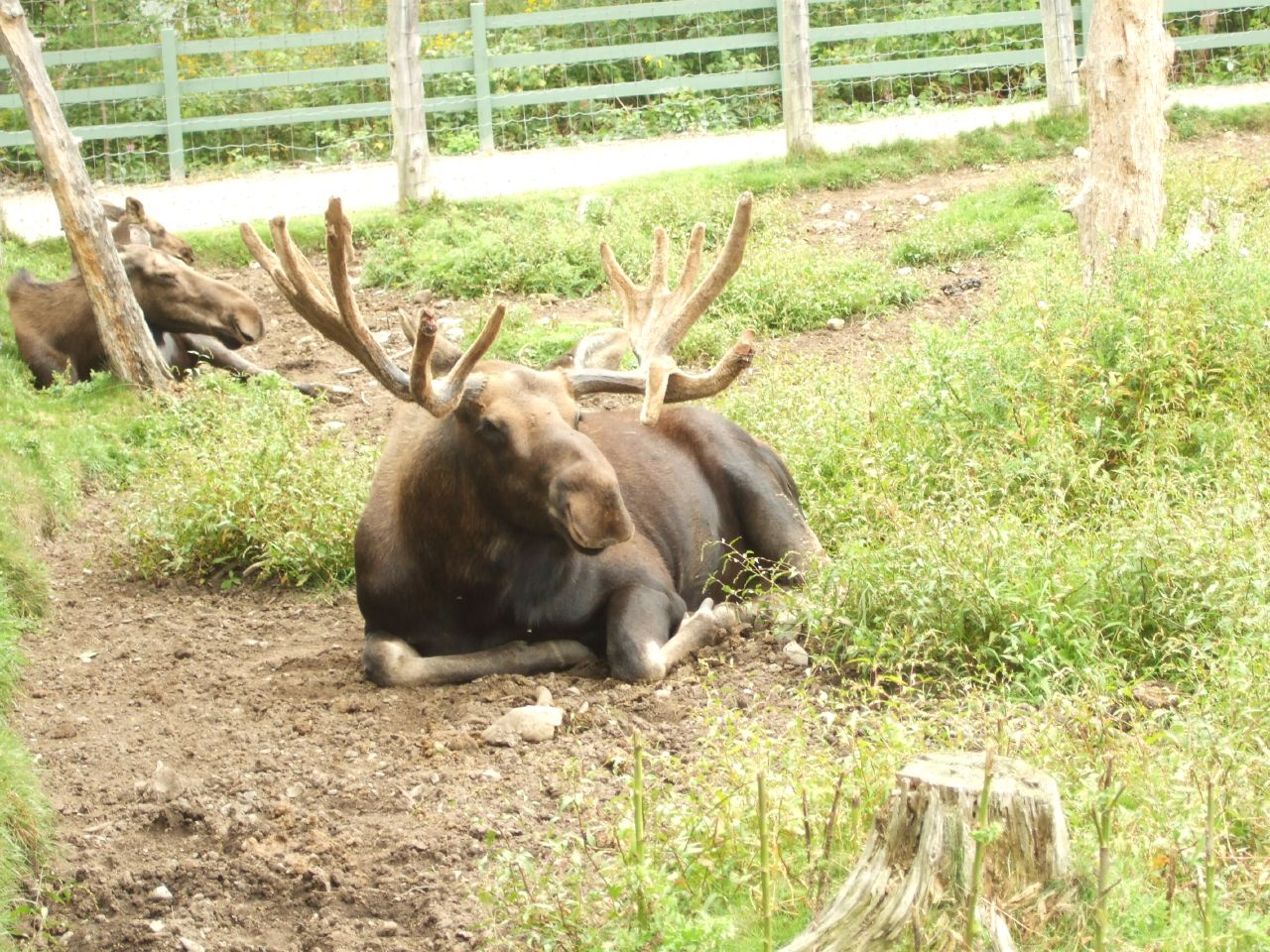
orignaux.
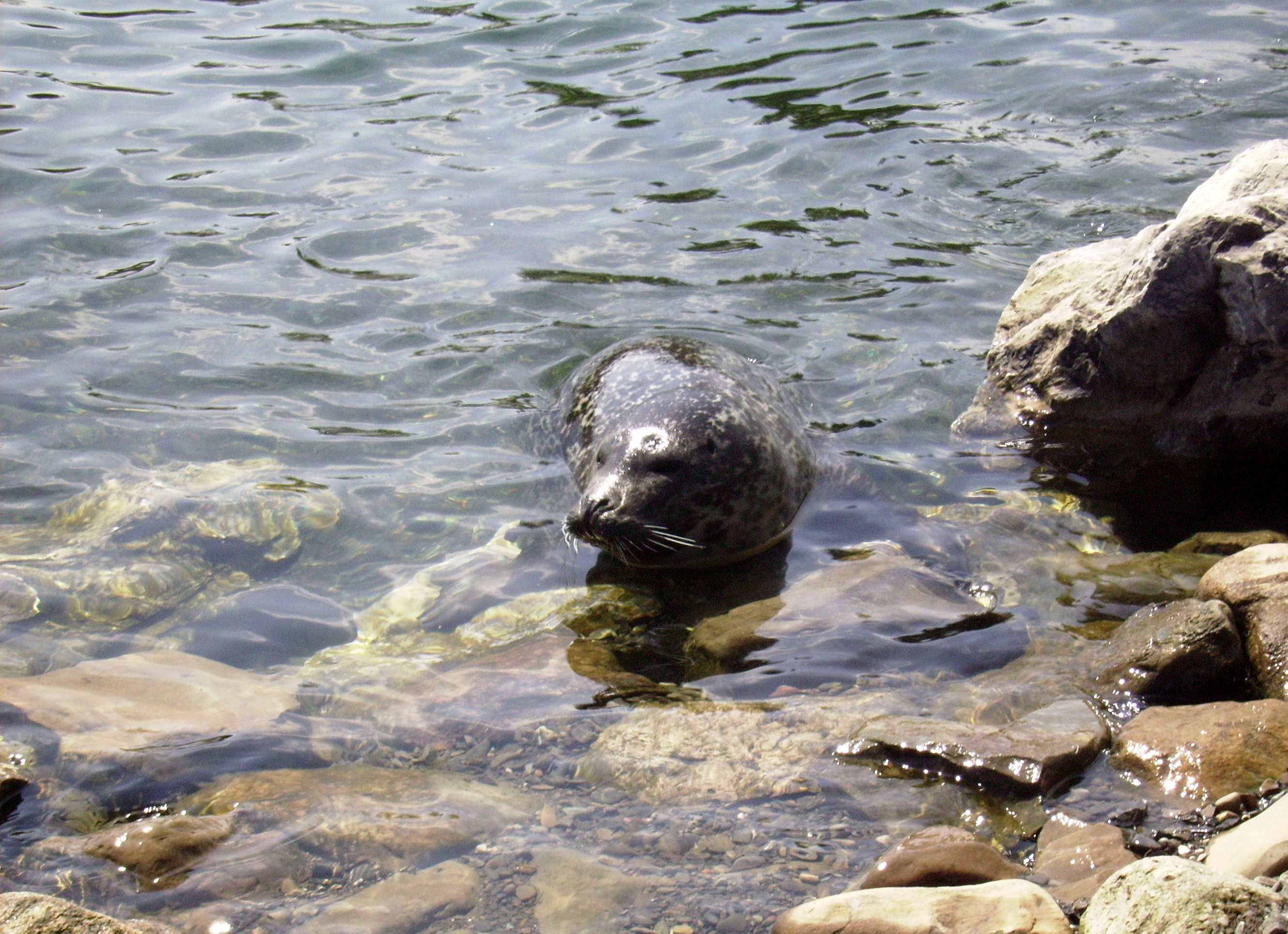
phoque.

## Prix et distinctions
- Lauréat argent des Grands Prix du tourisme québécois 2010 dans la catégorie « Hébergement - Résidences de tourisme »[7].
- Lauréat or régional 2010 pour la Gaspésie des Prix du tourisme québécois dans la catégorie « Attractions touristiques de moins de 100 000 visiteurs »[4].

## Affiliation
Le Bioparc est affilié à la société des musées québécois, un organisme qui fait la promotion des institutions muséales au Québec
.